# Abid Ali Jaferbhai
Abid Ali Jaferbhai (* 1899 oder 1900 in Kazmain, Irak; † 26. Juni 1973) war ein indischer Politiker des Indischen Nationalkongresses (INC) und Gewerkschaftsfunktionär, der unter anderem von 1952 bis 1970 Mitglied der Rajya Sabha sowie von 1952 bis 1962 Vize-Minister für Arbeit war.

## Leben
Jaferbhai engagierte sich seit dem Ende der 1920er Jahre für den Indischen Nationalkongress und war unter anderem zwischen 1929 und 1934 Generalsekretär der Kongresspartei in der damaligen Präsidentschaft Bombay. Darüber hinaus engagierte er sich als Gewerkschaftsfunktionär des Gewerkschaftsverbandes INTUC (Indian National Trade Union Congress). 1946 war er als Vorsitzender der Gewerkschaft der Bankangestellten sowie als Präsident der Hafenarbeitergewerkschaft Berater des Delegierten für die Beschäftigten bei der Konferenz der Internationalen Arbeitsorganisation (ILO).
Er wurde nach der Unabhängigkeit Indiens vom Vereinigten Königreich am 15. August 1947 für den Indischen Nationalkongress (INC) Mitglied des Legislativrates des damaligen Bundesstaates Bombay und gehörte diesem bis 1952 an. 1948 nahm er als Vorsitzender des INTUC im Bundesstaat Bombay als Berater des Beschäftigtenvertreters an einer weiteren ILO-Konferenz teil.
Am 3. April 1952 wurde er Mitglied der Rajya Sabha, des Oberhauses des indischen Parlaments, und gehörte diesem bis zum 2. April 1970 an, wobei er zuletzt den Bundesstaat Maharashtra vertrat.
Während dieser Zeit wurde Jaferbhai 1952 Vize-Minister für Arbeit und bekleidete dieses Amt zehn Jahre lang bis 1962. Er war damit unter anderem einer der engsten Mitarbeiter von Arbeitsminister Jagjivan Ram sowie von Gulzarilal Nanda, der von 1957 bis 1962 Minister für Arbeit, Beschäftigung und Planung in der dritten Regierung von Premierminister Jawaharlal Nehru war. Während dieser Zeit nahm er 1953 sowie 1961 als Regierungsvertreter an weiteren ILO-Konferenzen teil.
Danach war er zeitweise Vizepräsident des INTUC und nahm in dieser Zeit 1963, 1964, 1965, 1966, 1967, 1968 und 1969 als Arbeitnehmervertreter an den weiteren jährlichen ILO-Konferenzen teil. 1965 war er auch Mitglied des Exekutivrates des Internationalen Gewerkschaftsbundes (IGB) sowie Mitglied des Verwaltungsrates des Internationalen Arbeitsamtes. Ferner war er 1967 Vorsitzender der Gewerkschaft der Textilarbeiter (Rashtriya Mill Mazdoor Sangh).
Aus seiner Ehe mit Zarinabai gingen drei Söhne und eine Tochter hervor.